# Masao Maruyama
Masao Maruyama (丸山 政男 Maruyama Masao,  13. september 1889 - 11. november 1957) var generalløjtnant i den japanske hær under 2. verdenskrig.

## Biografi
Maruyama stammede fra Nagano Prefekturet og tog eksamen i 23. årgang fra det kejserlige japanske officersskole i 1911 og i 31. årgang fra krigsakademiet i 1919. Han var militærattaché i Storbritannien 1923–1925 og i Britisk Indien 1929-1930. Da han kom tilbage til Japan blev tilordnet generalstaben med ansvar for militære efterretninger vedrørende USA og Storbritannien. Han vendte tilbage til Storbritannien 1934–1935 på den japanske ambassade i London.
Efter at være blevet forfremmet til oberst i 1935 vendte Maruyama tilbage til generalstaben i Tokyo. 1937-1938 var han chef for 4. regiment af den kejserlige garde. Ved starten af den anden kinesisk-japanske krig havde han kommandoen over tropper i felten under Episoden på Marco-Polo-Broen i juli 1937. Den 15. juli 1938 blev han forfremmet til generalmajor, og han fik kommandoen over den 6. infanteribrigade.
Som generalløjtnant og chef for 2. division blev Maruyama og hans division indsat på Guadalcanal fra september og oktober 1942 som reaktion på de Vestallieredes landgang på øen. Under det efterfølgende slag om Guadalcanal havde Maruyama kommandoen over tropperne i Kampene ved Matanikau og det efterfølgende slaget om Henderson Field i oktober 1942 hvor Maruyamas tropper blev afgørende slået. Maruyama og de overlevende fra hans division blev evakueret fra Guadalcanal i februar 1943 og han tog sin afsked fra aktiv tjeneste i 1944. Han døde den 11. november 1957.

## Yderligere læsning

### Bøger
- Fuller, Richard (1992). Shokan:  Hirohito's Samurai. London: Arms and Armour Press. ISBN 1-85409-151-4.
- Griffith, Samuel B. (1963). The Battle for Guadalcanal. Champaign, Illinois, USA: University of Illinois Press. ISBN 0-252-06891-2.
- Rottman, Gordon L.; Dr. Duncan Anderson (consultant editor) (2005). Japanese Army in World War II:  The South Pacific and New Guinea, 1942-43. Oxford and New York: Osprey. ISBN 1-84176-870-7. {{cite book}}: |author2= har et generisk navn (hjælp)

### Eksterne kilder
- Chen, Peter. "Maruyama Masao". WW2 Database.
- Hough, Frank O.; Ludwig, Verle E.; Shaw, Henry I., Jr. "Pearl Harbor to Guadalcanal". History of U.S. Marine Corps Operations in World War II.
- Miller, John Jr. (1949). Guadalcanal: The First Offensive. United States Army In World War II. United States Army Center of Military History. Arkiveret fra originalen 25. december 2007. Hentet 2006-07-04.
- Shaw, Henry I. "First Offensive:  The Marine Campaign For Guadalcanal". Marines in World War II Commemorative Series.
- Zimmerman, John L. (1949). "The Guadalcanal Campaign". Marines in World War II Historical Monograph.